# A Strange Loop
A Strange Loop es un musical con libreto, música y letra de Michael R. Jackson, que ganó el Premio Tony al mejor musical en 2022. El musical trata sobre Usher, un acomodador que está escribiendo un musical sobre un acomodador. A Strange Loop se enfoca en la experiencia de ser joven, negro, y queer en los Estados Unidos de América.